# Arpanet

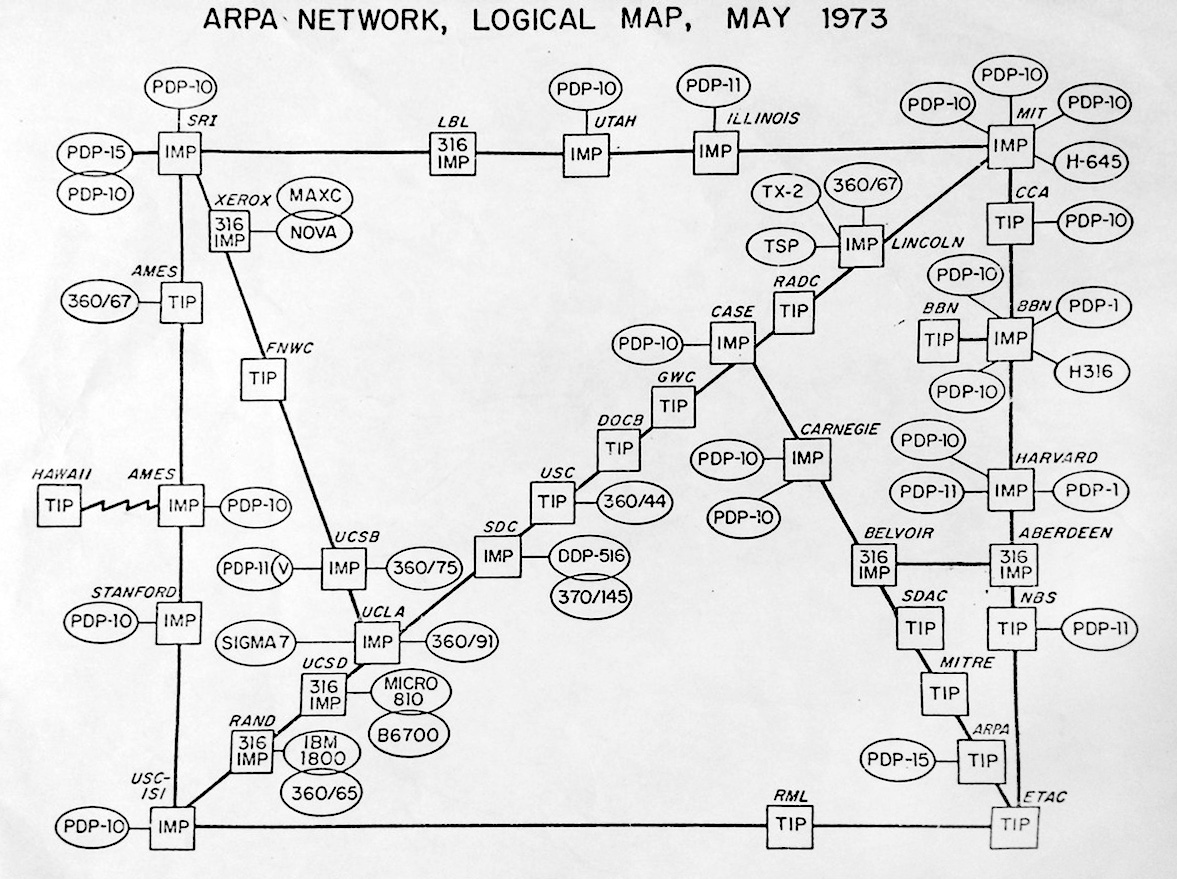
ARPANET 1973

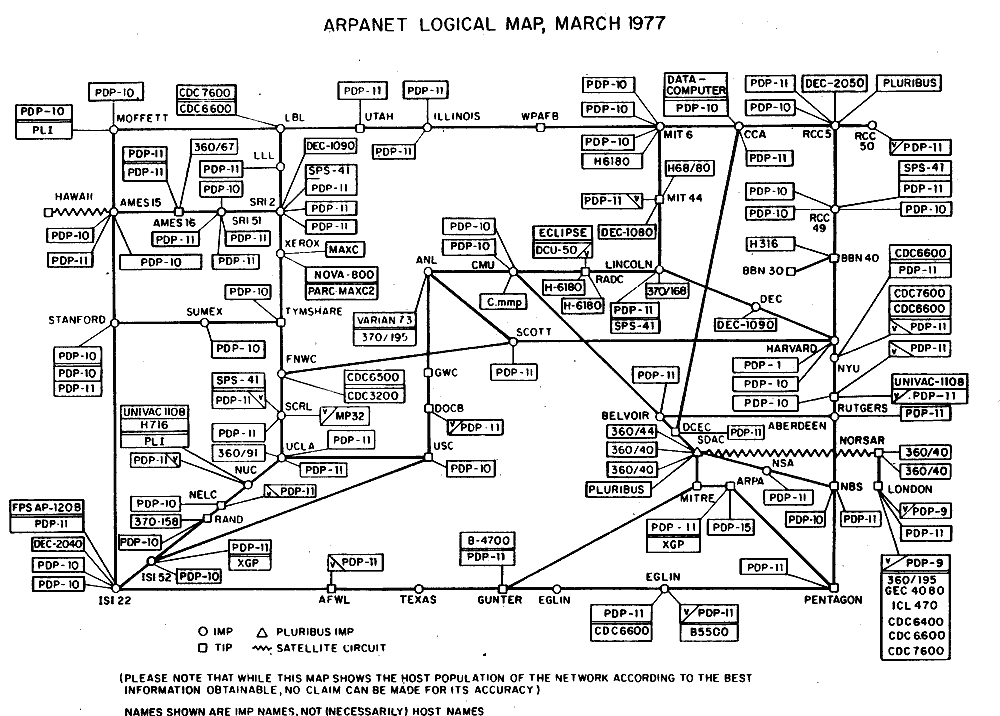
ARPANET 1977

Das ARPANET (englisch Advanced Research Projects Agency Network) war ein Computernetzwerk und wurde ursprünglich im Auftrag der US Air Force ab 1968 von einer kleinen Forschergruppe unter der Leitung des Massachusetts Institute of Technology und des US-Verteidigungsministeriums entwickelt. Es ist der Vorläufer des heutigen Internets. Paul Baran (RAND-Studie) und Donald Watts Davies (dezentrale Netzstruktur und Paketvermittlung) lieferten wichtige Erkenntnisse aus dem Bereich der teilvermaschten Netztopologie und paketvermittelten Netzen, die als Kommunikationsgrundlage in die Entwicklung des ARPANETs einflossen.

## Geschichte und Zielsetzung
Es sollte ein dezentrales Netzwerk geschaffen werden, das unterschiedliche US-amerikanische Universitäten, die für das Verteidigungsministerium forschten, miteinander verband. Das damals revolutionäre dezentrale Konzept enthielt schon die grundlegenden Aspekte des heutigen Internets. Die Verbindungen wurden über Telefonleitungen hergestellt.
Die frühesten Ideen für ein Computer-Netzwerk (Rechnernetzwerk) sollten eine allgemeine Kommunikation zwischen mehreren Computer-Anwendern ermöglichen. Bereits im August 1962 wurden von den Informatikern J. C. R. Licklider, Leo Beranek, Richard Bolt und Robert Newman solche Konzepte für ein „Intergalactic Computer Network“ vorgelegt. Diese Ideen enthielten bereits fast alles, was das moderne Internet heute ausmacht.
Im Oktober 1962 wurde Licklider zum Leiter der Advanced Research Projects Agency (ARPA). Er überzeugte Ivan Sutherland und Bob Taylor davon, dass das bereits vorgestellte Konzept eines Computernetzwerks zukunftsweisend und unumgänglich sei. Sutherland und Taylor führten weitere Forschungen zu dessen Realisierung durch.
Das Projekt wurde zunächst vom Verteidigungsministerium der Vereinigten Staaten abgelehnt, im Jahre 1965 jedoch wieder aufgegriffen und 1969 verwirklicht. Anfangs vernetzte das Netzwerk lediglich die vier Forschungseinrichtungen Stanford Research Institute, University of Utah, University of California, Los Angeles und die University of California, Santa Barbara.
Am 5. August 1968 wurde das Konzept der Paketvermittlung (englisch „packet switching“) erstmals öffentlich in Großbritannien vorgestellt, womit Kommunikationsbotschaften in Pakete zerteilt versendet werden konnten – ein neues Konzept, das heute die dominierende Grundlage für weltweite Datenkommunikation bildet. Vor dem Aufkommen der Paketvermittlung beruhte die Sprach- und Datenkommunikation auf der Idee der herkömmlichen Leitungsvermittlung zwischen zwei Telefonleitungen auf dem Wege einer direkten elektronischen Verbindung. Diese typische Standleitung besteht aus mehreren hintereinanderliegenden Übertragungslinien, die zu einer Kette zusammengefügt werden. Deren Verlauf erstreckt sich von der Ursprungsstation zur Zielstation, wobei die dabei benutzte Infrastruktur in dieser Zeit nicht für weitere Verbindungen zur Verfügung steht. Bei der Paketvermittlung hingegen durchqueren die Pakete als unabhängige und eigenständige Einheiten das Netz und können in den Vermittlungsknoten zwischengespeichert werden. Das ist ein wesentlicher Vorteil, da nun die Übertragungsgeschwindigkeit zwischen einzelnen Teilstrecken keine Begrenzung mehr darstellt. Allerdings entsteht dadurch auch ein Netz von Warteschlangen. Jeder zu passierende Netzknoten empfängt das Paket und leitet es an seine Netzknotenausgangsschnittstelle weiter. Da diese Schnittstelle aber Ziel vieler Sendungen sein kann, besteht die Neigung zur Überlastung. Im Regelfall erhält der Anwender keinerlei Informationen über den Übertragungsweg, da sich diese Übertragungswege dynamisch ändern.
Im selben Zeitraum wurden das Betriebssystem Unix und die zugrundeliegende Programmiersprache C entwickelt.
Unix ließ sich durch C leicht auf verschiedene Rechnerarchitekturen übertragen und wurde damit zum Quasistandard im ARPANET, was die Entwicklung von Kommunikationsanwendungen und Protokollen erleichterte. Es trug in den frühen 1980er Jahren wesentlich zur Entstehung des heutigen Internets bei. Noch heute sind davon abstammende Betriebssysteme, vor allem Linux, die am häufigsten in Servern und Kommunikationsgeräten benutzten.
Das ARPANET sorgte für eine einheitliche Möglichkeit, über weite Strecken zu kommunizieren, so, wie es heute alltäglich ist. Im deutschsprachigen Raum wurde über das ARPANET zuerst 1973 von Wolfgang Händler berichtet.

## Realisierung
Am 7. April 1969 vergab ARPA den Auftrag für den Bau eines Netzwerkes an BBN Technologies. Ein kleines Netzwerk von Computern, die zusammen als Interface Message Processor (IMP) geführt wurden und welche durch Gateways (heute Router) verbunden waren, wurde aufgebaut. Die erste Datenübertragung erfolgte am 29. Oktober 1969 zwischen Computern an der University of California, Los Angeles, und dem Stanford Research Institute nahe San Francisco.
An jedem Standort führten die IMPs store-and-forward switching-Funktionen durch und wurden per Modems, über Mietleitungen, mit einer Geschwindigkeit von zunächst 50 Baud verbunden. Das gesamte System, einschließlich Hard-, Software und Packet Switching, wurde in neun Monaten entwickelt und installiert.

## Technik
1971 fiel der Startschuss für die Nutzung der deutlich leichter zu bedienenden Minirechner Honeywell H316 anstelle der bisherigen IMPs. Die H316 Serie sorgte für ein höheres Maß an Integration. 1975 führte BBN eine neue IMP-Software auf einem Pluribus Multi-Prozessor ein. 
Als Netzwerkprotokoll wurde im ARPANET das 1822 Protokoll eingesetzt, bis dieses im Jahr 1983 durch die TCP/IP-Protokolle ersetzt wurde, wodurch das ARPANET ein Subnetz des frühen Internets wurde.

## Shutdown und Ende
Die ursprünglichen IMPs des ARPANET wurden nach der Einführung des NSFNet abgeschaltet bzw. liefen aus.
Einige IMPs blieben jedoch noch bis 1989 in Betrieb.
Das ARPANET wurde offiziell am 28. Februar 1990 stillgelegt.

## Das ARPANET und der Atomkrieg
Die Internet Society bemerkt in A Brief History of the Internet über die Beziehung zwischen dem ARPANET und der sogenannten RAND-Studie, die sich mit Militärkommunikationsnetzwerken in Zeiten des Atomkriegs beschäftigt:

„Auf der RAND-Studie beruht das falsche Gerücht, dass das ARPANET mit der Schaffung eines dem Atomkrieg widerstehenden Netzwerkes verbunden sei. Dies traf nie auf das ARPANET zu, sondern nur auf die davon unabhängige RAND-Studie über sichere Telefonverbindungen während des Atomkriegs. Allerdings hoben spätere Arbeiten die Robustheit und Überlebensfähigkeit des Internets hervor, inklusive der Fähigkeit, großen Verlusten bei den zugrunde liegenden Netzwerken zu widerstehen.“

Der Mythos, dass das ARPANET entwickelt worden sei, um nuklearen Angriffen zu widerstehen, ist aber nach wie vor eine dermaßen starke und ansprechende Idee und auch eine „gute Geschichte“, so dass viele Leute nicht glauben, dass sie falsch ist. Abgesehen davon, dass die Entwicklung des ARPANETs durch die RAND-Artikel beeinflusst wurde, ist sie aber zumindest offiziell falsch. Laut Aussagen der ARPA wurde vielmehr nach einer Methode gesucht, die damals knappen Rechenkapazitäten der einzelnen Hochschulen durch Datenaustausch besser auszunutzen. Das ARPANET wurde später erweitert, um Netzwerkverluste auszugleichen, aber der Hauptgrund waren die auch ohne nukleare Angriffe sensiblen Netzwerkverbindungen.
Dennoch veröffentlichte Stephen Joseph Lukasik, damaliger Direktor der DARPA die Aussage, eines der Ziele der Entwicklung des ARPANET wäre die Weiterentwicklung atomarer Verteidigungstechnik gewesen:

“The goal was to exploit new computer technologies to meet the needs of military command and control against nuclear threats, achieve survivable control of US nuclear forces, and improve military tactical and management decision making”